# Noordoosthoek
De Noordoosthoek, dikwijls afgekort als NOH, is een woonwijk binnen de stad Sneek in de Nederlandse provincie Friesland. De wijk telt (in 2023) 1.680 inwoners en heeft een oppervlakte van 27 hectare (waarvan 1 hectare water).

## Ligging en bereikbaarheid
De wijk grenst in het noorden aan de wijk Zwetteplan, in het oosten aan de Bomenbuurt, in het zuiden aan de Binnenstad en de Stationsbuurt en in het westen aan de Noorderhoek I.
De grootste verkeersader van de wijk is de Goeman Borgesiuslaan, tevens de noordgrens van de wijk. Waterwegen in de wijk zijn de Zwette, die de noordoostelijke grens vormt en de Stadsgracht, in het zuidoosten grens. In het zuidwesten wordt de grens gevormd door de Franekervaart. De spoorlijn Leeuwarden - Stavoren vormt de westelijke grens, welke aan de Parallelweg kan worden gepasseerd via een fiets- en voetgangerstunnel richting Noorderhoek I.
In het noordwesten van de wijk ligt treinstation Sneek Noord.

## Historie en bebouwing
In 1860 werd besloten "ter verbetering van de volkshuisvesting" om arbeiderswoningen buiten de wallen van de stad te gaan bouwen. Hierdoor ontstond de Steenklip.
Het gemeentebestuur van Sneek gaf rond 1901 verdere de opdracht voor uitbreiding van de stad aan de buitenzijde van de Looxmagracht. Vlak hierna werd begonnen met de bouw van de woningen, naar ontwerp van gemeentelijk architect Johannes Philippus Hogendijk. In de jaren daarna werd de wijk in oostelijke richting steeds meer uitgebreid. In 1903 werd aan het Kloosterhof de Ambachtsschool geopend, waarin later het Centrum voor de Kunsten (voorheen: muziekschool) en sinds 2017 een dependance van de Bonifatiusschool is gevestigd. Later werd ook de Julianaschool geopend aan de Bloemstraat (voorheen: 3e Looxmadwarsstraat).
In de wijk bevindt zich een park (Park Parallelweg) en rondom de Bloemstraat zijn diverse winkels gevestigd. Aan de Parallelweg bevindt zich bovendien een voormalige dependance van de RSG Magister Alvinus (voorheen: Sint Jozef Mavo, Christelijke Kweekschool, nu een appartementengebouw). Tussen de doctor Kuyperlaan en de Zwette is een bejaardenhuis gebouwd, genaamd Skulplak. Achter het park aan de Parallelweg bevindt zich een grote speeltuin, eigendom van de speeltuinvereniging van de wijk.
In de jaren vijftig wordt aan de Zwettekade een nieuw appartementen gebouw gebouwd, naar architectuur van Jan de Vries. Opvallend zijn de grote betonnen balkons met rode stippen. Op de plaats van de voormalige kleuterschool Klimop (opgegaan in de Zwetteschool) aan de Parallelweg wordt in 2012 een zorgcentrum gerealiseerd.
Sinds 1981 is in de wijk een wijkvereniging actief, genaamd Wijkvereniging Zwette-Noordoosthoek. De vereniging beheert het Wijkgebouw De Hen.

### Straatnaamverklaring
De straten in het zuidelijk deel van de wijk zijn veelal vernoemd naar bloemen (de Bloemenbuurt). De Looxmadwarsstraten zijn vernoemd naar de naastgelegen Looxmagracht. In het centrale deel van de wijk zijn de straten vernoemd naar het Johannieterklooster, dat op de plaats van de huidige Algemene Begraafplaats stond. Het klooster werd tijdens de Beeldenstorm gesloopt. Voorbeelden van deze straatnamen zijn onder andere de Kapelstraat, Johannieterhof, Kloosterstraat en Monnikstraat. In het noordelijke deel van de wijk zijn de straten vernoemd naar bekende Nederlandse staatslieden.

### Bezienswaardigheden

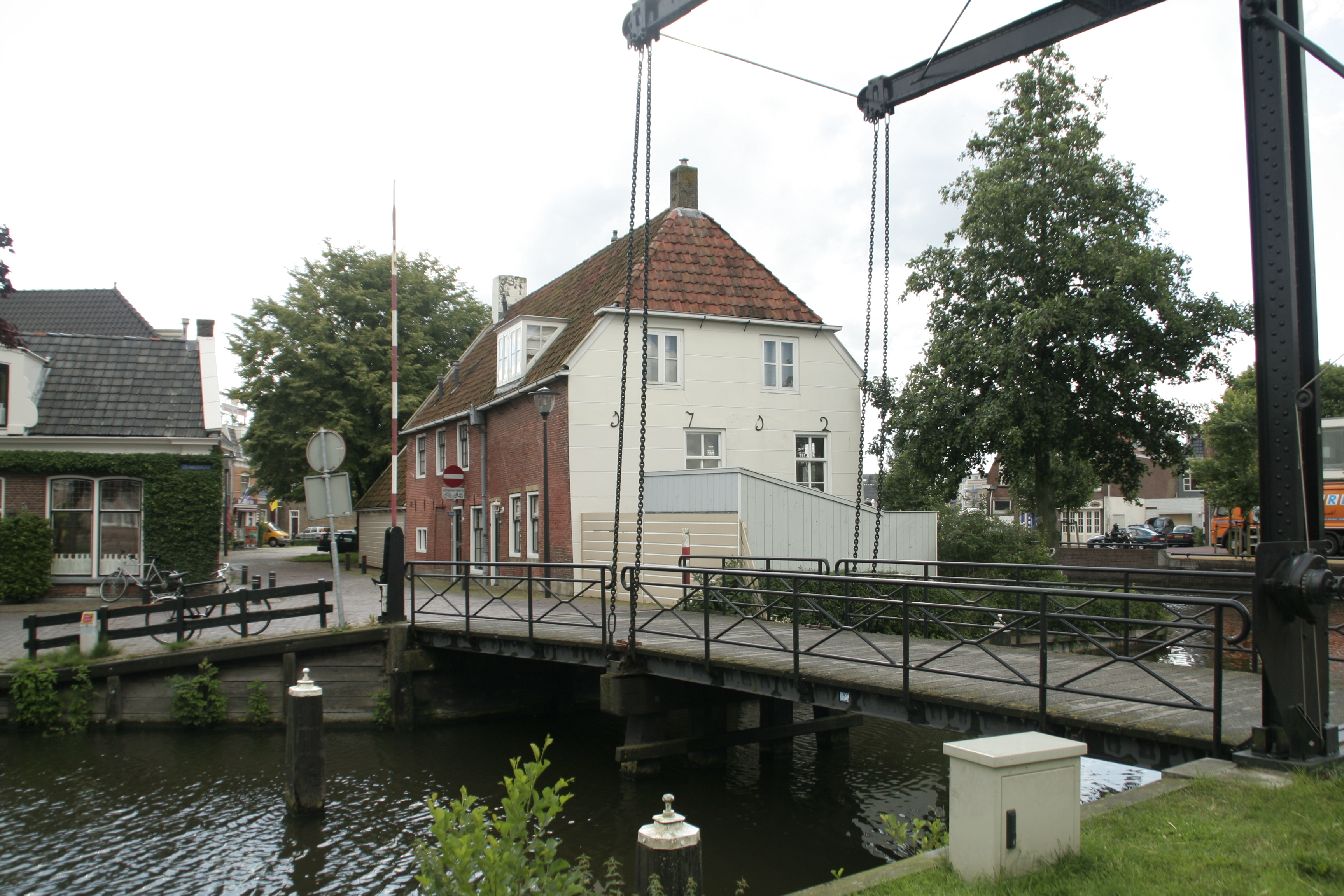
De Laatste Stuiverbrug (rechts).

In de wijk bevinden zich enkele rijksmonumenten, waaronder:
- Kademuur Looxmagracht (1905)
- Laatste Stuiverbrug (1787)

Verder zijn bezienswaardig:
- Het gebouw van de Julianaschool
- Het gebouw van de voormalige Ambachtschool
- Logegebouw van de Vrijmetselaars

## Voorzieningen
Onder meer de volgende voorzieningen bevinden zich in de wijk:
- Speeltuin van de wijk speeltuinvereniging
- Bejaardenhuis Skulplak
- Zorgcentrum Parallelweg
- Park Parallelweg
- Basisschool Bonifatiusschool

Wijken:
Binnenstad ·
Bomenbuurt ·
De Domp ·
De Loten ·
Duinterpen ·
Harinxmaland ·
Hemdijk ·
Het Eiland ·
De Hemmen ·
Houkesloot ·
It Ges ·
Lemmerweg-Oost ·
Lemmerweg-West ·
Leeuwarderweg ·
Noorderhoek I ·
Noorderhoek II ·
Noordoosthoek ·
Oudvaart ·
Pasveer ·
Poort van Sneek ·
Sperkhem ·
Stadsfenne ·
Stationsbuurt ·
Tinga ·
Zwetteplan
Buurten:
Malta ·
Spitaal ·
Tuindorp